# Maksym Lucenko
Maksym Vjačeslavovyč Lucenko (in ucraino Максим Вячеславович Луценко?; Družkivka, 30 gennaio 1993) è un cestista ucraino.

## Palmarès
- Campionato ucraino: 2

Budivelnyk Kiev: 2016-2017
Prometey: 2020-2021